# Zamua
Zamua (o Mazamua) era un antico regno pre-iranico, corrispondente al precedente regno di Lullubi, che si estendeva dal lago Urmia alle propaggini superiori del fiume Diyala, corrispondendo grosso modo al moderno governatorato di Sulaymaniyya (chiamato ancora Zamua/Zamwa dai Curdi) nel Kurdistan iracheno. Era posto al centro della pianura di Shahrizor. Ameka ed Arashtua erano due regni zamuani meridionali. Un capo tribale (Nasiku) che portava il nome accadico di Nūr-Adad fu un condottiero zamuano che lanciò un tentativo di resistenza fallito contro la dominazione assira. I suoi abitanti erano molto probabilmente imparentati con i Gutei che vivevano a est e a sud di Zamua, e con gli Hurriti che vivevano a nordovest del regno. 

## Zamua Interna
Le regioni settentrionali di Zamua (verso il lago Urmia) erano conosciute come Zamua Interna. Ida era lo stato più importante nella Zamua Interna, con Nikdera che era uno dei suoi più importanti sovrani.